# Берёзово (Костромская область)
Берёзово — деревня в Ореховском сельском поселении Галичского района Костромской области России. 

## География
Деревня расположена на берегу реки Вёкса.

## История
Согласно Спискам населенных мест Российской империи, в 1872 году деревня относилась к 1 стану Галичского уезда Костромской губернии. В ней числилось 20 дворов, проживало 59 мужчин и 60 женщин.
Согласно переписи населения 1897 года, в деревне проживало 146 человек (66 мужчин и 80 женщин).
Согласно Списку населенных мест Костромской губернии, в 1907 году деревня относилась к Котельской волости Галичского уезда Костромской губернии. По сведениям волостного правления за 1907 год в ней числился 31 крестьянский двор и 197 жителей. Основными занятиями жителей деревни, помимо земледелия, была работа малярами и извозчиками.
До муниципальной реформы 2010 года деревня также входила в состав Ореховского сельского поселения.